# Повесть некоего боголюбивого мужа
«Повесть некоего боголюбивого мужа» (полное название: «Повесть некоего боголюбива мужа, списана при Макарье митрополите царю и великому князю Ивану Васильевичу всей Руси, да сие ведяще, не впадете во злыя сети и беззакония отъялых и прелщеных человек и губителных волков, нещадяще души, ей же весь мир не достоин. Прочетше же сие, человецы, убойтеся чары и волхвования, творяще скверная Богу, и грубая и мерская и проклятая дела») — памятник древнерусской литературы начала XVII века нравоучительного характера.

## История и содержание
«Повесть…» рассказывает о царе, который царствовал в полном благоденствии до тех пор, пока не попал под влияние «синклита» и «четыредесять чародей», чьи наветы «смути царя на люди, людей же на царя». За этим последовало наказание свыше: на царство были посланы враги, которые осадили «царствующий град». Вернуть былое благополучие удалось лишь после того, как царь покаялся и предал «чародеев» огню.
«Повесть…» дошла до наших дней в единственном списке в составе сборника, филиграни на бумаге которого относятся к началу 1620-х годов. Царь, упоминающийся в повести, — не Иван Грозный, как полагали некоторые исследователи, а, вероятнее всего, Василий Шуйский: в тексте произведения содержится намёк на то, что он был выбран на царство («Царю, воспомяни, аз избрах тя царя, и преславна тя сотворих»). Неоднократно встречающиеся упоминания о связи царя с «чародеями» также наводят на мысль о его тождестве с Василием Шуйским, который, по свидетельствам И. А. Хворостинина и Ивана Тимофеева, часто прибегал к колдовству.
В свою очередь, описание осады «царствующего града» и упоминание о том, что посланные царём воины (вместе с его же «ужиками») перешли на сторону врагов, вызывает в памяти подробности осады Москвы войсками И. И. Болотникова и Лжедмитрия II. Сходство ситуаций прослеживается ещё и в том, что перебежчики смогли безнаказанно вернуться, когда к царю пришёл успех, как это было при освобождении Москвы князем М. В. Скопиным-Шуйским. Эти данные позволяют сделать вывод, что «Повесть…» могла быть создана в марте — июле 1610 года.